# Gromada Krasice
Gromada Krasice war eine Verwaltungseinheit in der Volksrepublik Polen zwischen 1954 und 1959. Verwaltet wurde die Gromada vom Gromadzka Rada Narodowa, dessen Sitz sich in Krasice befand und der aus 15 Mitgliedern bestand.

Die Gromada Krasice gehörte zum Powiat Częstochowski in der Woiwodschaft Katowice (damals Stalinogród) und bestand aus den ehemaligen Gromadas Krasice und Łuszczyn der aufgelösten Gmina Mstów.

Zum 31. Dezember 1959 wurde die Gromada Krasice aufgelöst und auf die Gromadas Mokrzesz und Mstów aufgeteilt. Das Dorf Krasice und die Weiler Chmielarze, Chrapy, Krasice za Chojnicami, Pniaki Krasickie, Skałka Krasicka und Trząska zur Gromada Mokrzesz und das Dorf Łuszczyn zur Gromada Mstów.